# Cartel de Milenio

Le cartel de Milenio, ou Los Valencia, est une organisation criminelle mexicaine, originairement basée dans le Michoacán et dirigée par Luis Valencia Valencia. Le groupe est issu d'une scission du cartel de Juárez en 1999. Depuis, il se serait transféré à Guadalajara (Jalisco), s'associant au cartel de Sinaloa.
Luis Valencia Valencia prit le contrôle du groupe après l'arrestation d'Armando Valencia Cornelio le 15 août 2003. Le groupe est actif dans au moins six États du Mexique : le Michoacán, le Colima, le Jalisco, l'État de Mexico, le Nuevo León et le Tamaulipas, où il produit et trafique de la marijuana et de l'héroïne. Il s'est affronté au groupe paramilitaire Los Zetas qui tentait de lui prendre des territoires dans le Bajío. À Apatzingán, quatrième ville du Michoacán située au cœur de la région Tierra Caliente qui comprend des parties du Guerrero, du Michoacán et de l'État de Mexico, les Valencia se sont affrontés aux Zetas et à La Familia Michoacana. Apatzingán est devenu l'une des villes symboles de la « guerre contre la drogue » proclamée par le président Felipe Calderon.
Le cartel a souffert de défections, telle celle de Carlos Rosales Mendoza, qui contrôle La Unión (Guerrero) (es) et a rejoint le cartel du Golfe, qui lui a envoyé Los Zetas pour le protéger. Mais Rosales Mendoza fut arrêté en octobre 2004.

## Membres du cartel
- Luis Valencia Valencia, chef du cartel après l'arrestation d'Armando Valencia Cornelio le 15 août 2003.
- Ventura Valencia Valencia, frère de Luis Valencia Valencia, assassiné le 17 avril 2007 à Tepalcatepec. Les autorités attribuent le meurtre au cartel du Golfe[1]. Les trois premiers mois de 2007, la guerre entre le cartel de Milenio, associé au cartel de Sinaloa, contre le cartel du Golfe, avait déjà fait plus de 100 victimes parmi les trafiquants[1].
- Oscar Nava Valencia
- Rubén Eleazar Oseguera Cervantes “El Mencho” créateur du cartel de Jalisco Nouvelle Génération (CJNG), sous-traitant du Cartel de Sinaloa en 2009 puis en passe de devenir le principal et le plus violent des cartels en 2016
- Juan Farías Álvarez “El Abuelo”
- Carlos Rosales Mendoza (jusqu'à sa défection pour le cartel du Golfe)

## Chronologie
- 18 août 2006 : Jesús Rodríguez Valencia est décapité par La Familia Michoacana[3].
- 4 décembre 2006 : Los Zetas décapitent le fromager Raúl Farías Alejandres, membre de la famille de Juan José Farías, dit Le Grand-père, un responsable de la garde rurale qui serait lié au cartel de Milenio[3].
- 11 décembre 2006 : début de l'opération Conjunto Michoacán.
- 2007: élection de Uriel Farías Álvarez, frère du « Grand-père » Juan José Farías, à la mairie de Tepalcatepec [3]. Il nie que tout membre de sa famille soit impliqué dans le trafic de stupéfiants.
- 17 avril 2007 : assassinat de Ventura Valencia Valencia.